# Louis Outhier
Louis Outhier (* 2. Dezember 1930 in Belfort; † 10. Oktober 2021 in Mougins) war ein französischer Koch.

## Leben
Outhier lernte bei Fernand Point im Restaurant La Pyramide in Vienne mit Paul Bocuse und Jean Troisgros.
Von 1954 bis 1988 war er Küchenchef im Restaurant L'Oasis in La Napoule bei Cannes, das von 1969 bis 1988 mit drei Michelinsternen ausgezeichnet wurde.
In Zusammenarbeit mit seinem Protegé Jean-Georges Vongerichten betreute er in den 1980er Jahren als beratender Chefkoch Restauranteröffnungen auf der ganzen Welt (darunter London, Singapur, Bangkok und Osaka). In Boston war er Patron des Le Marquis de Lafayette.
Nachdem Outhier in den Ruhestand gegangen war, stand sein Restaurant mehrere Jahre leer. Stephane Raimbault, ein Schüler von Outhier, kaufte es 1999. Das Restaurant wurde bis 2018 mit zwei Michelinsternen ausgezeichnet. 2020 übernahm Nicolas Decherchi, 2021 wurde es geschlossen.